# Урманчино
Урманчино (баш. Урмансы) — деревня в Салаватском районе Республики Башкортостан Российской Федерации. Входит в состав Лаклинского сельсовета.

## География

### Географическое положение
Расстояние до:
- районного центра (Малояз): 32 км,
- центра сельсовета (Лаклы): 6 км,
- ближайшей ж/д станции (Мурсалимкино): 20 км.

## Население
| 2002 | 2009 | 2010 |
| ---- | ---- | ---- |
| 511  | ↘499 | ↘405 |

Национальный состав
Согласно переписи 2002 года, преобладающая национальность — башкиры (96 %).

## Религия
В деревне есть мечеть.